# 袁天罡

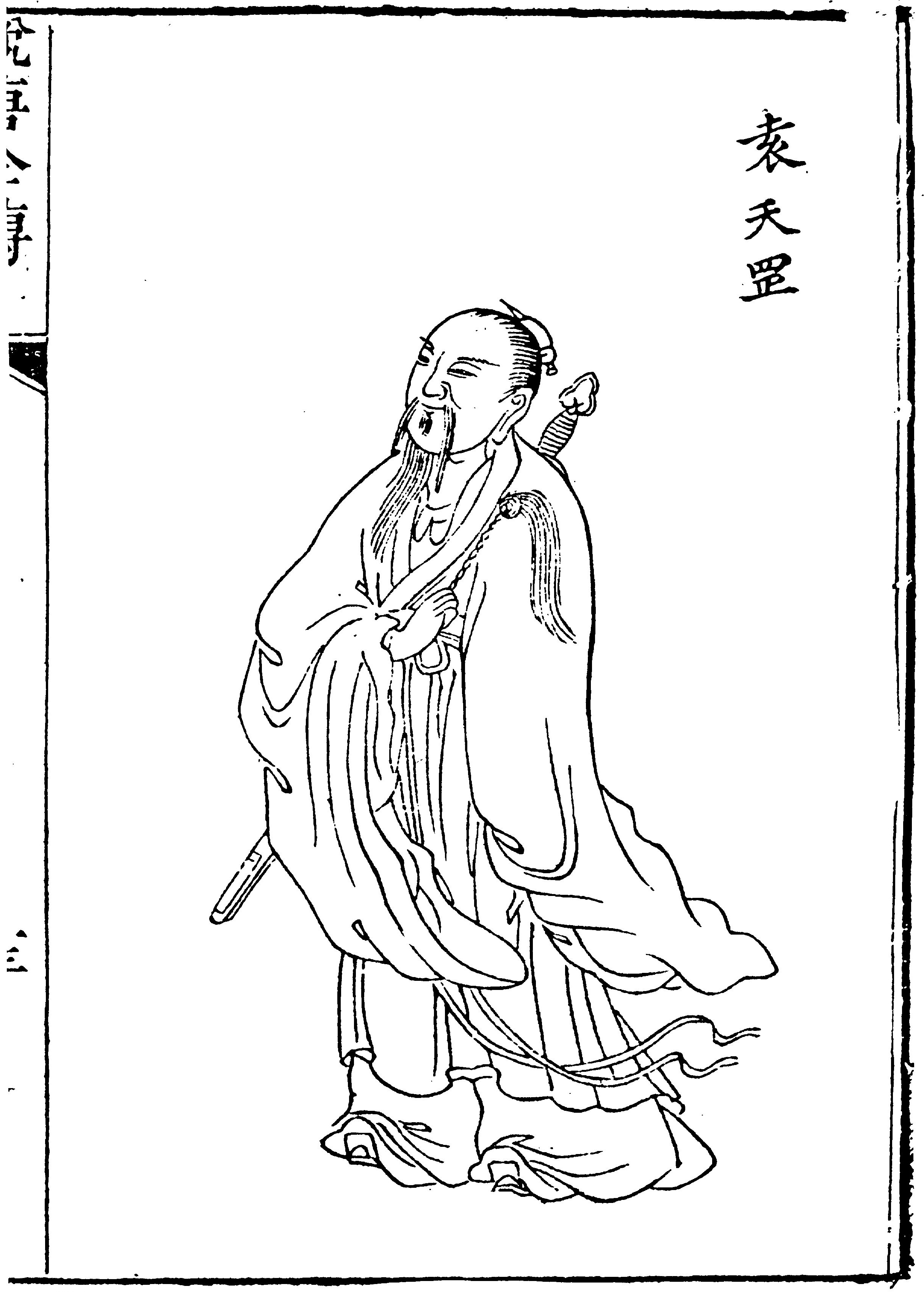
袁天罡

袁天罡（573年—645年4月），或作袁天綱，益州成都县（今四川成都市）人，唐朝初年相士，精通面相。後世傳說他与李淳风合演推背图。

## 生平
隋朝大业年间，为咨官县（唐以後後稱资官县，縣治在今四川省樂山市犍為縣金石井鎮）县令。唐朝建立之初的武德初年，蜀道使詹俊赤牒授其为火井县县令。自隋朝起，即以善于相面闻名，又以他为襁褓中男装打扮的武则天相面之事最为知名：「必若是女，實不可窺測，後當為天下之主矣！」贞观八年（634年），唐太宗听闻其名，召至九成宫说：“古代有严君平，我今日有了你，如何？”袁天纲回答说：“严君平生不逢时，臣胜过了他。”当时中书舍人岑文本让他看相，袁天纲说：“舍人学堂已成宽阔之势，眉毛盖过眼睛，文才震动海内，但是头顶又生骨，还没有成形，如果得到三品官，恐怕是减寿的征兆。”贞观十八年（644年），岑文本升任中书令，官居正三品，贞观十九年（公元645年），跟随唐太宗出征辽东期间暴病而卒。
这一年，侍御史张行成、马周请袁天纲看相，袁天纲看了说：“马侍御伏犀贯脑，兼有玉枕，而且背上如同背着东西，应当是富贵之相不可言说。近代以来，君道与臣道互相契合，极少有像您一样的。您面色发红，面部左右当耳处的命门颜色暗淡，耳后骨没有隆起，耳无根，只怕是不长寿之相。”对张行成说：“您五官面相已成，江耳淮鼻河目沟口，下庭丰满， 得官虽晚，终将处在宰相之位。”马周后来官至中书令，兼吏部尚书，去世时四十八岁。张行成后来官至尚书右仆射。袁天纲相面之准，大都是这样的。
申国公高士廉问他：“您还能做什么官呢？”袁天纲回答说：“我自知相命，今年四月我寿命就耗尽了。”果然，到了四月袁天纲就去世了。其子袁客師。

## 赤马与黑马
相傳與李淳風跟唐太宗出遊，看見河邊有兩隻分別為赤毛和黑毛的馬。太宗要他們推算哪隻馬先入河。袁天罡占得離卦，離為火，便猜似是火般赤毛的馬先入水。李淳風則認為：遂木取火，應先見黑煙才見火，便猜是黑毛的馬先入河。結果李淳風猜對了。但他卻謙稱若不是袁天罡，他就不能推算出煙和火的奧妙關係了。

## 文學作品
《西遊記》第十回中的重要人物袁守誠被設定為欽天監臺正袁天罡的叔父，袁天罡為真實歷史人物，但袁守誠卻是虛構的。故事中，涇河龍王因與袁守誠賭降雨時辰點數，此後，涇河龍王被魏徵夢斬，涇河龍王糾纏唐太宗，導致唐太宗遊地府、還魂、開水陸大會，最後導致唐僧取經一事發生。